# آنارشی، دولت و اتوپیا
آنارشی، دولت و اتوپیا (به انگلیسی: Anarchy, State, and Utopia)، کتابی است که فیلسوف سیاسی آمریکایی رابرت نوزیک در سال ۱۹۷۴ منتشر کرده است. این کتاب در سال ۱۹۷۵ جایزه ملیک تاب ایالات متحده را در رده فلسفه و دین دریافت کرد. این اثر به ۱۱ زبان ترجمه شده است، و به‌عنوان یکی از «۱۰۰ کتاب تأثیرگذار پس از جنگ» (۱۹۴۵–۱۹۹۵) توسط ضمیمه ادبی تایمز بریتانیا انتخاب شد.
در مخالفت با نظریه عدالت (۱۹۷۱) جان رالز، و در مناظره با مایکل والزر، نوزیک به نفع یک دولت حداقلی، «محدود به کارکردهای محدود حفاظت در برابر زور، دزدی، تقلب، و اجرای قانون، قراردادها و غیره استدلال می‌کند.» نوزیک استدلال می‌کند که وقتی دولتی مسئولیت‌های بیش‌تری از این‌ها را بر عهده بگیرد، حقوق زیر پا گذاشته می‌شود. برای حمایت از ایده دولت حداقلی، نوزیک استدلالی را ارائه می‌کند که نشان می‌دهد چگونه دولت حداقلی به‌طور طبیعی از وضع طبیعی لاکی ناشی می‌شود و چگونه هرگونه گسترش قدرت دولتی از این آستانه حداقلی غیرقابل توجیه است.

## خلاصه
نظریه استحقاق نوزیک، که انسان‌ها را به‌عنوان خویش‌فرمانی می‌بیند و توزیع مجدد کالاها را تنها به شرط رضایت توجیه می‌کند، یک جنبه کلیدی از آنارشی، دولت و اتوپیا است. این اثر متأثر از جان لاک، ایمانوئل کانت و فریدریش هایک است.
این کتاب همچنین حاوی دفاع شدیدی از لیبرترینیسم مینارشیستی در برابر دیدگاه‌های افراطی‌تر، مانند آنارکو-کاپیتالیسم است (که در آن دولت وجود ندارد و افراد باید برای همه خدمات اجتماعی با شرکت‌های خصوصی قرارداد ببندند). نوزیک استدلال می‌کند که آنارکو-کاپیتالیسم به‌ناچار به یک دولت مینیارشیستی تبدیل می‌شود، حتی بدون این‌که هیچ‌یک از اصول عدم تجاوز خود را نقض کند، از طریق ظهور نهایی یک سازمان دفاع خصوصی و قضایی مسلط محلی که به نفع همه است که با آن همسو شوند. سایر آژانس‌ها قادر به رقابت مؤثر با مزایای آژانس با پوشش اکثریت نیستند؛ بنابراین، حتی تا حدی که نظریه آنارکو-کاپیتالیسم درست باشد، منجر به یک عامل واحد، خصوصی و محافظ می‌شود که خود عملاً یک «دولت» است؛ بنابراین آنارکو-کاپیتالیسم ممکن است فقط برای یک دوره محدود قبل از ظهور یک دولت حداقلی وجود داشته باشد.

### فعالیت فلسفی
پیشگفتار آنارشی، دولت و اتوپیا حاوی قطعه‌ای دربارهٔ «شیوه معمول ارائه کار فلسفی» است؛ یعنی ارائه آن به گونه‌ای که گویی کلام نهایی مطلق در مورد موضوع آن است. نوزیک معتقد است که فیلسوفان واقعاً متواضع هستند و به نقاط ضعف آثار خود آگاه هستند. با این حال، نوعی از فعالیت فلسفی وجود دارد که «احساس تلنگر و هل دادن اشیاء برای قرار گرفتن در یک محیط ثابت با شکل مشخص است.» برآمدگی‌ها پوشانده می‌شوند یا علت برآمدگی به دور پرتاب می‌شود تا کسی متوجه نشود. سپس «به سرعت، زاویه‌ای را پیدا می‌کنید که به‌نظر می‌رسد همه چیز کاملاً جا افتاده است و قبل از این‌که چیز دیگری بیرون بزند، با سرعت شاتر سریع یک عکس فوری می‌گیرید.» پس از سفر به اتاق تاریک برای لمس کردن، «[چیزی که باقی می‌ماند این است که عکس را به‌عنوان نمایشی از وضعیت دقیق اوضاع منتشر کنیم، و توجه کنیم که چگونه هیچ چیز به‌درستی در شکل دیگری قرار نمی‌گیرد». پس کار نوزیک چه تفاوتی با این شکل از فعالیت دارد؟ او معتقد بود آنچه می‌گوید صحیح است، اما برآمدگی‌ها را نمی‌پوشاند: «تردیدها و نگرانی‌ها و عدم قطعیت‌ها و همچنین اعتقادات و استدلال‌ها»را.

### چرا نظریه وضع طبیعی؟
در این فصل، نوزیک سعی می‌کند توضیح دهد که چرا بررسی وضعیت طبیعی لاکی برای درک این‌که آیا در وهله اول باید یک حالت وجود داشته باشد مفید است. : ۴ اگر کسی می‌تواند نشان دهد که یک جامعه آنارشی بدتر از جامعه‌ای است که دارای حالت است، باید دومی را به‌عنوان جایگزین بدتر انتخاب کنیم. او استدلال می‌کند که برای مقایسه قانع‌کننده این دو، نباید بر دیدگاهی بسیار بدبینانه یا بسیار خوش‌بینانه از آن جامعه تمرکز کرد. : ۵ در عوض، باید:
روی یک موقعیت غیردولتی تمرکز کنید که در آن مردم عموماً محدودیت‌های اخلاقی را برآورده می‌کنند و عموماً همان‌طور که باید عمل می‌کنند [...] این وضعیت طبیعی بهترین وضعیت آنارشیکی است که می‌توان به‌طور منطقی به آن امیدوار بود. از این رو، بررسی ماهیت و عیوب آن برای تصمیم‌گیری در مورد این‌که آیا باید یک دولت به جای هرج و مرج وجود داشته باشد، اهمیت حیاتی دارد.— رابرت نوزیک، «آنارشی، دولت و اتوپیا»، چاپ مجدد ۲۰۱۳، ص. ۵
برنامه نوزیک این است که ابتدا اعمال مجاز و غیرمجاز اخلاقی را در چنین جامعه غیرسیاسی توصیف کند و این‌که چگونه نقض آن محدودیت‌ها توسط برخی افراد منجر به ظهور یک دولت می‌شود. اگر این اتفاق بیفتد، ظاهر را توضیح می‌داد، حتی اگر هیچ حالتی واقعاً به آن شکل خاص توسعه نیافته باشد. : ۷ 
او به بزرگ‌ترین برآمدگی اشاره می‌کند، هنگامی که او (در فصل ۱، «چرا نظریه وضعیت طبیعت؟») به کم‌عمق بودن توضیح «دست نامرئی» خود در مورد حالت حداقل اشاره می‌کند، که آن را از وضع طبیعی لاکی استخراج می‌کند، که در آن افراد وجود دارند. اما هیچ دولتی که آن‌ها را اجرا و قضاوت کند وجود ندارد. اگرچه این برای او به‌عنوان «تبیین بنیادی» قلمرو سیاسی به‌حساب می‌آید، زیرا امر سیاسی بر حسب امر غیرسیاسی تبیین می‌شود، و نسبت به جاه‌طلبی «تبارشناختی» بعدی او (درکتاب ماهیت عقلانیت و به‌ویژه در تغییرناپذیری‌ها) هم سیاسی و هم اخلاقی با ارجاع به شیوه‌های هم‌کاری سودمندی که می‌توان آن را به اجداد شکارچی-گردآورنده ما و فراتر از آن ردیابی کرد، کم‌عمق است. تبارشناسی به نوزیک توضیحی در مورد آنچه فقط در آنارشی، دولت و اتوپیا فرض شده است، وضعیت بنیادی حقوق فردی ارائه می‌دهد.

### وضعیت طبیعت
نوزیک این فصل را با جمع‌بندی برخی از ویژگی‌های وضع طبیعی لاک آغاز می‌کند. : ۱۰ نکته مهم این است که هر فردی حق دارد هر زمان که شخص دیگری حقوقش را تضییع کرد، غرامت دریافت کند. : ۱۰ تنبیه مجرم نیز قابل‌قبول است، اما تا آن‌جایی که او (یا دیگران) از انجام مجدد آن منع شوند. همان‌طور که خود لاک اذعان می‌کند، این موضوع مشکل‌های متعددی را ایجاد می‌کند و نوزیک تلاش می‌کند تا ببیند تا چه حد می‌توان مشکل‌ها را با شیوه‌های داوطلبانه حل کرد. یک پاسخ منطقی به «مشکلات» یک وضعیت طبیعی لاکی، ایجاد انجمن‌های حمایت متقابل است، : ۱۲ که در آن همه به تماس هر عضو پاسخ خواهند داد. این ناخوشایند است که همه همیشه در حال آماده‌باش هستند، و اعضایی که ممکن است «شاد یا پارانوئید» باشند، می‌توانند هم‌کاران را فراخوانی کنند. : ۱۲ ناراحتی مهم دیگر زمانی رخ می‌دهد که دو عضو یک انجمن با هم اختلاف داشته باشند. اگرچه قوانین ساده‌ای وجود دارد که می‌تواند مشکل را حل کند (برای مثال، سیاست عدم مداخله : ۱۳ )، بیش‌تر مردم انجمن‌هایی را ترجیح می‌دهند که سعی می‌کنند سیستم‌هایی بسازند تا تصمیم بگیرند که ادعاهای چه کسی درست است.
در هر صورت، مشکل آماده‌باش حکم می‌کند که برخی از کارآفرینان وارد تجارت فروش خدمات حفاظتی شوند : ۱۳ (تقسیم کار). این امر منجر می‌شود («از طریق فشارهای بازار، صرفه‌جویی، و منفعت شخصی») یا افراد به قوی‌ترین انجمن در یک منطقه خاص بپیوندند یا این‌که برخی از انجمن‌ها قدرت مشابهی داشته باشند و از این رو با موافقت با شخص ثالثی که به‌عنوان قاضی یا دادگاه برای حل اختلافات عمل می‌کند. : ۱۶ اما برای تمام اهداف عملی، مورد دوم معادل داشتن تنها یک انجمن حفاظتی است. و این چیزی است که «بسیار شبیه یک حالت حداقلی» است. : ۱۷ نوزیک قضاوت می‌کند که لاک اشتباه می‌کند که یک قرارداد اجتماعی را برای ایجاد جامعه مدنی و پول لازم تصور می‌کند. : ۱۸ او توضیح دست نامرئی را ترجیح می‌دهد، به این معنا که توافق‌های داوطلبانه بین افراد، الگوهای گسترده‌ای را ایجاد می‌کند که به نظر می‌رسد طراحی شده‌اند، درحالی‌که در واقع هیچ‌کس این کار را نکرده است. : ۱۹ این توضیح‌ها به این معنا مفید هستند که «استفاده از مفاهیم تشکیل‌دهنده پدیده‌های مورد توضیح را به حداقل می‌رسانند». او تا کنون نشان داده است که چنین «دست نامرئی» ای به یک انجمن مسلط منجر می‌شود، اما افراد هنوز هم ممکن است حقوق خود به‌طور عادلانه را جاری کنند. اما این آژانس حفاظتی هنوز یک دولت نیست. در پایان فصل نوزیک به برخی از مشکلات تعریف حالت اشاره می‌کند، اما می‌گوید:
ما ممکن است برای اهداف خود این‌گونه پیش برویم که شرط لازم برای وجود یک دولت این است که (فردی یا سازمانی) اعلام کند که در حد توان خود [...] هر تخلفی را که کشف کند مجازات خواهد کرد. استفاده از زور بدون اجازه صریح.— رابرت نوزیک، «آنارشی، دولت و اتوپیا»، چاپ مجدد، ۲۰۱۳، ص. ۲۴
سازمان‌های حفاظتی تاکنون چنین اعلامیه‌ای نداده‌اند. : ۲۳ علاوه بر این، به همه مشتریان خود (که ممکن است درجات پوشش متفاوتی را خریداری کنند) درجه حفاظت یکسانی ارائه نمی‌دهند و افرادی که خدمات را خریداری نمی‌کنند («مستقل‌ها») را به هیچ وجه محافظت نمی‌کنند. این برخلاف تجربه ما از دولت‌ها است، جایی که حتی از گردش‌گران محافظت می‌کنند. : ۲۵ بنابراین، آژانس حفاظتی مسلط فاقد انحصار در استفاده از زور است و نمی‌تواند از همه مردم در داخل قلمرو خود محافظت کند.

### محدودیت‌های اخلاقی و دولت
نوزیک با نشان دادن این‌که دلایل غیرتوزیعی برای رویه ظاهراً بازتوزیعی برای وادار کردن مشتریانش به پرداخت هزینه حمایت از دیگران وجود دارد، به وضعیت نگهبان شب در نظریه لیبرالیسم کلاسیک می‌رسد. او چیزی را تعریف می‌کند که آن را یک حالت فوق‌حداقلی می‌نامد، که ویژگی توزیع‌کننده را ندارد، اما تنها حالتی است که مجاز به اجرای حقوق است. : ۲۶ طرف‌داران این دولت فوق‌حداقلی به‌دلیل تلاش برای به حداقل رساندن مجموع نقض حقوق (آنچه او فایده‌گرایی حقوق می‌نامد) از آن دفاع نمی‌کنند. : ۳۰ برای مثال، این ایده به این معنی است که شخصی می‌تواند فرد دیگری را که می‌داند بی‌گناه است مجازات کند تا گروهی را که حقوق بیش‌تری را نقض می‌کنند، کنترل کند. : ۲۹ این فلسفه‌ای نیست که در پس دولت فوق‌حداقلی قرار دارد. : ۲۷–۲۸ در عوض، طرف‌داران آن حقوق اعضای آن را یک محدودیت جانبی در مورد آنچه می‌توان با آن‌ها انجام داد، می‌دانند. این دیدگاه محدودیت جانبی منعکس‌کننده اصل زیربنایی کانتی است که افراد هدف هستند و صرفاً وسیله نیستند، بنابراین نمی‌توان برای جلوگیری از نقض حقوق افراد دیگر، حقوق یک فرد را زیر پا گذاشت. : ۳۰–۳۱ پس کدام اصل را انتخاب کنیم؟ نوزیک سعی نخواهد کرد ثابت کند کدام اصل بهتر است. در عوض، او دلایلی برای ترجیح دیدگاه کانتی ارائه می‌کند و بعدها به مشکلات فایده‌گرایی کلاسیک اشاره می‌کند.
اولین دلیلی که او به نفع اصل کانتی ارائه می‌کند این است که قیاس بین مورد فردی (که در آن ما انتخاب می‌کنیم برای منفعت بیش‌تر بعداً قربانی شویم : ۳۲ ) و مورد اجتماعی (که در آن منافع یک فرد را فدای خیر اجتماعی بزرگ‌تر می‌کنیم) نادرست است:
فقط افرادی مشخص وجود دارند، افرادی مختلف با زندگی فردی خود. استفاده از یکی از این افراد به نفع دیگران، از او به نفع دیگران استفاده می‌کند [...] صحبت از یک خیر اجتماعی کلی این موضوع را پوشش می‌دهد. (از قصد؟). استفاده از یک فرد در این راه به اندازه کافی احترام و توجه به این واقعیت ندارد که او فردی جدا است و تنها زندگی اوست. او از فداکاری خود مقداری خیر بیش از حد متعادل به‌دست نمی‌آورد [...].— رابرت نوزیک، «آنارشی، دولت و اتوپیا»، چاپ مجدد، ۲۰۱۳، ص. ۳۳
دلیل دوم بر اصل عدم تعرض متمرکز است. آیا ما حاضریم این اصل را کنار بگذاریم؟ یعنی آیا می‌توانیم بپذیریم که برخی افراد ممکن است در موارد خاصی به برخی افراد بی‌گناه آسیب برسانند؟ : ۳۴ (البته این اصل عدم تعرض شامل دفاع شخصی و شاید موارد خاص دیگر نمی‌شود. : ۳۴–۳۵ )
او سپس با بحث در مورد این‌که آیا حیوانات باید در محاسبه فایده‌گرایانه خوشبختی در نظر گرفته شوند، و اگر بستگی به نوع حیوان دارد، آیا کشتن بی‌درد آن‌ها قابل‌قبول است یا خیر، برخی از مشکلات فایده‌گرایی را آشکار می‌کند. : ۳۵–۴۲ او معتقد است که منفعت‌گرایی حتی برای حیوانات هم مناسب نیست.
اما مشهورترین استدلال نوزیک برای دیدگاه محدودیت جانبی علیه فایده‌گرایی کلاسیک و این ایده که فقط تجربه احساسی مهم است، آزمایش فکری ماشین تجربه او است. : ۴۲ هر تجربه وهمی را که فرد بخواهد القا می‌کند، اما از انجام کاری یا تماس با هر چیزی جلوگیری می‌کند. فقط تحریک عصبی از قبل برنامه‌ریزی‌شده برای توهم کافی است. نوزیک این شهود را ایجاد می‌کند که هر یک از ما دلیلی برای اجتناب از وصل شدن به ماشین تجربه داریم. : ۴۳ این به این معنی نیست که «وصل کردن به برق» ممکن است بهترین انتخاب همه چیز برای برخی از بیماران لاعلاج و درد شدید نباشد. هدف آزمایش فکری بیان یک دلیل بزرگ برای عدم وصل کردن است، دلیلی که نباید وجود داشته باشد، اگر آنچه مهم است تجربه احساسی است.

### ممنوعیت، جبران خسارت و ریسک
رویه‌ای که به دولت نگهبان شب منجر می‌شود، شامل پرداخت غرامت به غیرعضوهایی است که از اجرای حقوق خود منع می‌شوند، مکانیزم اجرایی که آن را در مقایسه با مکانیسم خود خطرناک می‌داند. غرامت به هر گونه ضرری که غیرعضوها در نتیجه ناتوانی در اجرای حقوق خود متحمل می‌شوند، می‌پردازد. با فرض این‌که افراد غیرعضو اقدامات احتیاطی منطقی انجام دهند و فعالیت‌ها را مطابق با ممنوعیت انجمن از اجرای حقوق خود تنظیم کنند، انجمن موظف است فرد غیرعضو را بالاتر از موقعیت واقعی خود به میزانی برابر با اختلاف بین موقعیت او در منحنی بی‌تفاوتی بالا ببرد. اگر ممنوعیت و موقعیت اصلی او نبود، او را اشغال می‌کرد.
هدف این فصل نسبتاً متراکم، گسترش چیزی است که نوزیک آن را اصل جبران می‌نامد. این ایده قرار است برای فصل بعدی کلید بخورد، جایی که او نشان می‌دهد چگونه (بدون هیچ گونه نقض حقوق) یک دولت فوق‌حداقلی (که انحصار اجرای حقوق را در اختیار دارد) می‌تواند به یک دولت حداقلی تبدیل شود (که همچنین از همه افراد حمایت می‌کند). از آن‌جایی که این امر مستلزم پرداخت هزینه برای حمایت از دیگران یا برخی افراد مجبور به پرداخت هزینه برای حمایت است، عنصر اصلی بحث این است که آیا این نوع اقدامات از منظر حقوق طبیعی قابل توجیه است یا خیر. از این رو تئوری جبران خسارت در این فصل توسعه یافت.
او با این سؤال شروع می‌کند که اگر کسی «از یک مرز عبور کند» چه می‌شود : ۵۷ (برای مثال، آسیب فیزیکی. : ۵۸ ) اگر این کار با رضایت فرد مربوطه انجام شود مشکلی پیش نمی‌آید. برخلاف لاک، نوزیک نگاهی «پدرانه» به این موضوع ندارد. او معتقد است که هر کسی می‌تواند هر کاری با خودش انجام دهد یا به دیگران اجازه دهد همین کارها را با او انجام دهند. : ۵۸ 
اما اگر B بدون رضایت از مرزهای A عبور کند چه؟ اگر A جبران خسارت شود اشکالی ندارد؟
آنچه نوزیک از جبران می‌فهمد، هر چیزی است که A را بی‌تفاوت می‌کند (یعنی A باید در قضاوت خود قبل از تخلف و بعد از جبران خسارت به همان اندازه خوب باشد) مشروط بر این‌که A اقدامات احتیاطی منطقی را برای اجتناب از موقعیت انجام داده باشد. : ۵۸ او استدلال می‌کند که غرامت کافی نیست، زیرا برخی افراد مثلاً بدون افشای هویت خود، این مرزها را زیر پا می‌گذارند. : ۵۹ بنابراین، برخی هزینه‌های اضافی باید برای کسانی که حقوق دیگران را نقض می‌کنند، تحمیل شود. (برای سادگی این بحث در مورد بازدارندگی در بخش دیگری از این مقاله خلاصه شده است).
پس از بحث در مورد مجازات و نتیجه‌گیری این‌که بر اساس نظریه قصاصی عدالت از همه موارد نقض حقوق جلوگیری نمی‌شود، : ۶۱ (که او طرف‌دار آن است) نوزیک به غرامت بازمی‌گردد. باز هم، چرا به کسی اجازه نمی‌دهیم کاری انجام دهد به شرط این‌که بعد از آن غرامت کامل بدهد؟ چندین مشکل در این دیدگاه وجود دارد.
اولاً، اگر شخصی با تضییع حقوق دیگری سود بزرگی به‌دست‌آورد و سپس تا جایی که بی‌تفاوت باشد به قربانی غرامت پرداخت کند، متخلف تمام مزایایی را که این امر فراهم می‌کند به‌دست می‌آورد. اما می‌توان استدلال کرد که عادلانه خواهد بود که مجرم مقداری غرامت فراتر از آن بدهد، درست مانند بازار، جایی که خریدار لزوماً تا جایی که فروشنده نسبت به فروش یا عدم‌فروش بی‌تفاوت است، پرداخت نمی‌کند. معمولاً جایی برای مذاکره وجود دارد که مسئله انصاف را مطرح می‌کند. هر تلاشی برای ارائه تئوری قیمت منصفانه در بازار شکست‌خورده است و نوزیک ترجیح می‌دهد برای حل این موضوع تلاش نکند. : ۶۴ در عوض، او می‌گوید که هر زمان که ممکن است، باید مذاکرات انجام شود تا غرامت توسط افراد درگیر تصمیم‌گیری شود. : ۶۵ اما وقتی کسی نمی‌تواند مذاکره کند، مشخص نیست که در صورت پرداخت غرامت، همه اعمال باید پذیرفته شوند یا خیر.
ثانیاً، اجازه دادن هر اقدامی در صورت پرداخت غرامت، سایر مردم را ترسان می‌کند. : ۶۶ نوزیک استدلال می‌کند که اگر کسی بداند که حقوقش پایمال می‌شود و سپس جبران می‌شود. همچنان خواهد ترسید. این امر مشکل‌های مهمی را ایجاد می‌کند:
- چگونه غرامت مالی باعث می‌شود که مهاجمان نه تنها خسارت وارده را بپردازند، بلکه ترسی را که فرد مورد حمله قبل از آن داشته است، پرداخت کند، زیرا مهاجم تنها مسئول این ترس نیست.[۹]
- اگر این راه جبران بود، افرادی که مورد تهاجم قرار نگرفته بودند به خاطر ترسی که دارند بدون جبران باقی می‌ماندند.[۱۰]
- نمی‌توان بعد از این واقعیت ترس کسی را جبران کرد، زیرا ترسی را که داشتیم کم‌تر از آنچه که بود به یاد می‌آوریم.[۵] : ۶۸ به همین دلیل، آنچه باید به‌جای آن محاسبه شود، چیزی است که نوزیک آن را «غرامت بازار» می‌نامد، که غرامتی است که اگر مذاکرات قبل از واقعیت انجام شود، روی آن توافق می‌شود.[۵] : ۶۸ اما به گفته نوزیک این غیرممکن است.[۵] : ۶۸

نتیجه این دشواری‌ها، به‌ویژه مشکل آخر، این است که هر چیزی که ترس عمومی ایجاد کند ممکن است ممنوع شود. : ۷۱ دلیل دیگر ممنوعیت این است که به‌معنای استفاده از مردم به‌عنوان وسیله است که اصل کانتی را که او قبلاً از آن دفاع کرده بود، نقض می‌کند.
اما اگر چنین است، در مورد ممنوعیت عبور از حدودی که از قبل با آن موافقت نشده است، چطور؟ این مشکل ترس را حل می‌کند، اما بسیار محدودکننده خواهد بود، زیرا ممکن است افراد بر اثر تصادف، اعمال ناخواسته و غیره از برخی مرزها عبور کنند. : ۷۱ ) و هزینه‌های دریافت آن رضایت ممکن است بسیار زیاد باشد (مثلاً اگر قربانی شناخته‌شده در سفر در جنگل باشد). : ۷۲ بعدش چی شد؟ «کارآمدترین سیاست از کم‌ترین اقدامات سودمند خالص چشم‌پوشی می‌کند؛ به هر کسی اجازه می‌دهد تا بدون توافق قبلی اقدامی غیرمنتظره انجام دهد، مشروط بر این‌که هزینه‌های معامله برای دست‌یابی به توافق قبلی، حتی اندکی، بیش‌تر از هزینه‌های فرایند جبران خسارت بعدی باشد.» : ۷۳ 
توجه داشته باشید که یک عمل خاص اگر احتمال آسیب رساندن به آن کم باشد ممکن است باعث ترس نشود. اما وقتی همه فعالیت‌های مخاطره‌آمیز جمع شوند، احتمال آسیب دیدن ممکن است زیاد باشد. : ۷۳ این مشکل را ایجاد می‌کند که ممنوع کردن همه این فعالیت‌ها (که ممکن است بسیار متنوع باشد) بسیار محدودکننده است. پاسخ آشکار، یعنی ایجاد یک مقدار آستانه V به گونه‌ای که نقض حقوق وجود دارد اگر {\displaystyle p\cdot H\geq V} (که در آن p احتمال آسیب رساندن است و H مقدار آسیبی است که می‌توان انجام داد) با موقعیت حقوق طبیعی مناسب نیست. به قول خودش:
روایتی که معتقد است دزدیدن یک سکه یا سنجاق یا هر چیز دیگری از کسی حقوق او را تضییع می‌کند، نمی‌تواند از این تفسیر مسئله استفاده کند. آن سنت در مورد آسیب‌هایی که حتمی رخ می‌دهد، حد آستانه‌ای برای ضرر را به‌عنوان حد پایین انتخاب نمی‌کند— رابرت نوزیک، «آنارشی، دولت و اتوپیا»، چاپ مجدد، ۲۰۱۳، ص. ۷۵
مسلماً برخی از راه‌حل‌های بیمه‌ای در این موارد جواب می‌دهد و او برخی از آن‌ها را مطرح می‌کند. : ۷۶–۷۸ اما با افرادی که توانایی خرید بیمه یا جبران خطرات اعمال خود را به افراد دیگر ندارند، چه باید کرد؟ آیا باید آن‌ها را از این کار منع کرد؟
از آن‌جایی که تعداد زیادی از اعمال، خطر را برای دیگران افزایش می‌دهند، جامعه‌ای که چنین اعمال آشکاری را ممنوع می‌کند، با تصویری از یک جامعه آزاد به‌عنوان جامعه‌ای که مظهر فرضی آزادی است، مطابقت ندارد، که بر اساس آن افراد مجازاً می‌توانند اعمالی را انجام دهند. به روش‌های مشخص‌شده به دیگران آسیب نرسانید. منع اعمال مخاطره‌آمیز (به‌دلیل عدم پوشش مالی آن‌ها یا به‌دلیل خطرناک بودن آن‌ها) آزادی عمل افراد را محدود می‌کند، حتی اگر این اقدامات در واقع هیچ هزینه‌ای برای شخص دیگری نداشته باشد.— رابرت نوزیک، «آنارشی، دولت و اتوپیا»، چاپ مجدد، ۲۰۱۳، ص. ۷۸
(این پیامدهای مهمی در فصل بعدی خواهد داشت، بخش بعدی را ببینید).
نتیجه‌گیری نوزیک این است که اقدامات خطرناک ویژه‌ای را که انجام می‌شوند و جبران این ممنوعیت برای افراد آسیب‌دیده خاص، ممنوع می‌کند. : ۸۱ این همان چیزی است که او آن را اصل جبران خسارت می‌نامد. : ۸۲ برای مثال، ممنوعیت رانندگی بیماران صرعی مجاز است، اما به‌شرطی که هزینه‌هایی را که رانندگان معلول باید متقبل شوند، جبران شود. : ۷۹  این تنها در صورتی اتفاق می‌افتد که سود حاصل از افزایش امنیت بیش‌تر از این هزینه‌ها باشد. : ۸۳ اما این یک مذاکره نیست. قیاسی که او می‌کند سیاه‌نمایی است: : ۸۵ درست نیست به شخص یا گروهی پول بدهیم تا او را از کاری بازدارند که در غیر این صورت هیچ سودی برای او نخواهد داشت. نوزیک چنین معاملاتی را «فعالیت‌های غیرمولد» می‌داند. : ۸۴ به همین ترتیب، برای بیمار صرعی درست نیست که برای انجام ندادن کاری مخاطره‌آمیز برای افراد دیگر، برای پرداخت مبلغی مذاکره کنیم.
با این حال، نوزیک به برخی مشکلات در این اصل اشاره می‌کند. اولاً، او می‌گوید که این عمل باید «به‌طور کلی انجام شود». هدف پشت این صلاحیت این است که فعالیت‌های عجیب و غریب و خطرناک نباید جبران شود. مثال افراطی او کسی است که از بازی رولت روسی با سر دیگران، بدون این‌که از آن‌ها بپرسد لذت می‌برد. : ۷۹ چنین اقدامی باید بدون هیچ صلاحیتی ممنوع شود. اما می‌توان هر چیزی را به عنوان یک عمل «انجام‌شده» تعریف کرد. رولت روسی را می‌توان «تفریح» دانست و از این رو جبران کرد. ثانیاً، اگر عمل خاص و خطرناک تنها راهی است که یک فرد می‌تواند کاری مهم برای او انجام دهد (مثلاً اگر تنها راهی است که فرد می‌تواند سرگرم شود یا از خود حمایت کند) شاید باید جبران شود. : ۸۲ ثالثاً، به‌طور کلی‌تر، او تشخیص می‌دهد که نظریه نقصی ندارد، : ۸۲ بنابراین مشخص نیست که چه چیزی «مضرات ویژه» محسوب می‌شود.
این موضوع باید بیشتر توسعه یابد، زیرا در وضعیت طبیعی هیچ مرجعی برای تصمیم‌گیری در مورد چگونگی تعریف این اصطلاحات وجود ندارد (به بحث در مورد موضوع مشابه در صفحه ۸۹ مراجعه کنید).
[...] و نیازی نیست که اصل را دقیقاً بیان کنیم. ما فقط نیاز به ادعای درستی برخی از اصول داریم، مانند اصل جبران خسارت، الزام کسانی که ممنوعیت فعالیت‌های مخاطره‌آمیز را برای آن‌ها ممنوع می‌کنند. من راحت نیستم که اصولی را ارائه کنم و بعداً از آن استفاده کنم درحالی‌که جزئیات آن کاملاً مشخص نشده است [...]. من می‌توانم ادعا کنم که به‌عنوان آغازی برای گذشتن یک اصل در حالتی مبهم درست است. سؤال اصلی این است که آیا چیزی شبیه به آن انجام خواهد شد.— رابرت نوزیک، «آنارشی، دولت و اتوپیا»، چاپ مجدد، ۲۰۱۳، ص. ۸۷

### دولت
یک فرد مستقل ممکن است در خصوص استفاده از روش‌های خود برای اجرای خصوصی عدالت منع شود اگر: : ۸۸ 
- روش او بسیار خطرناک باشد («شاید او با برگ چای مشورت می‌کند»)
- او از روشی با ریسک ناشناخته استفاده می‌کند.

با این وجود، ممکن است یک فرد مستقل از روشی استفاده کند که ریسک بالایی را بر دیگران تحمیل نمی‌کند، اما اگر روش‌های مشابه توسط بسیاری دیگر استفاده شود، ریسک کل ممکن است از یک آستانه قابل‌قبول فراتر رود. در این صورت نمی‌توان تصمیم گرفت که چه کسی باید این کار را متوقف کند، زیرا هیچ‌کس شخصاً مسئول نیست و بنابراین هیچ‌کس حق ندارد او را متوقف کند. افراد مستقل ممکن است برای تصمیم‌گیری دربارهٔ این سؤالات گرد هم آیند، اما حتی اگر با مکانیزمی موافقت کنند که ریسک کل را زیر آستانه نگه دارد، هر فردی انگیزه‌ای برای خروج از معامله خواهد داشت. این رویه به‌دلیل منطقی بودن یک معضل مفت‌سواری در چنین گروه‌بندی، بهره‌گیری از محدودیت دیگران و ادامه فعالیت‌های مخاطره‌آمیز خود با شکست مواجه می‌شود. در یک بحث معروف، او «اصل انصاف» هارت را برای برخورد با مفت‌سواران که از نظر اخلاقی آن‌ها را به شیوه‌های تعاونی که از آن سود می‌برند متصل می‌کند، رد می‌کند. کسی نمی‌تواند برای مزایایی که اعطا می‌کند، بدون توافق قبلی هزینه‌ای دریافت کند. اما نوزیک این را رد می‌کند.
اگر اصل انصاف کار نمی‌کند، چگونه باید در این مورد تصمیم‌گیری کنیم؟ سنت حقوق طبیعی کمک چندانی به روشن شدن حقوق رویه‌ای ما نمی‌کند. : ۱۰۱ نوزیک فرض می‌کند که همه ما حق داریم بدانیم که از روشی منصفانه و قابل اعتماد برای تصمیم‌گیری در مورد مقصر بودن خود استفاده می‌کنیم. اگر این اطلاعات به‌صورت عمومی در دسترس نباشد، ما حق مقاومت داریم. همچنین اگر پس از در نظر گرفتن اطلاعات داده‌شده، این روش را غیرقابل اعتماد یا ناعادلانه بدانیم، ممکن است این کار را انجام دهیم. ما حتی ممکن است در فرایند شرکت نکنیم، حتی اگر صلاح باشد. : ۱۰۲ 
اعمال این حقوق ممکن است به سازمان حفاظتی محول شود، که از به‌کارگیری روش‌هایی که از نظر قابل اعتماد یا انصاف غیرقابل قبول می‌داند، توسط دیگران جلوگیری می‌کند. احتمالاً فهرستی از روش‌های پذیرفته‌شده را منتشر می‌کند. هر کس این ممنوعیت را نقض کند مجازات می‌شود. : ۱۰۳ هر فردی حق دارد این کار را انجام دهد و شرکت‌های دیگر می‌توانند تلاش کنند تا وارد این تجارت شوند، اما آژانس محافظ مسلط تنها کسی است که قدرت اجرای این ممنوعیت را دارد. این تنها شرکتی است که می‌تواند به مشتریان خود تضمین دهد که هیچ روش پذیرفته‌نشده‌ای برای آن‌ها اعمال نخواهد شد. : ۱۰۹ 
اما یک تفاوت مهم دیگر وجود دارد: سازمان حفاظت با این کار می‌تواند برخی از استقلالی‌ها را در شرایط نامناسب قرار دهد. به‌طور خاص، آن دسته از استقلال‌هایی که از روش ممنوعه استفاده می‌کنند و نمی‌توانند بدون تلاش زیاد از عهده خدمات آن برآیند (و یا حتی آن‌قدر فقیر هستند که نمی‌توانند پرداخت کنند). این افراد به هزینه پرداخت مشتریان آژانس خواهند بود.
در فصل قبل دیدیم که باید ضررهای تحمیل‌شده به دیگران را جبران کرد. ما همچنین دیدیم که این غرامت فقط معادل هزینه اضافی تحمیل‌شده به افراد محروم فراتر از هزینه‌هایی است که در غیر این صورت متحمل می‌شود (در این مورد، هزینه‌های رویه مخاطره‌آمیز/ناشناخته که او می‌خواهد اعمال کند). با این وجود، اگر فرد مستقل قادر به پرداخت هزینه آن پس از جبران معایب نباشد، حتی به قیمت کامل یک سیاست حفاظتی ساده نیز می‌رسد. : ۱۱۱–۱۱۲ 
همچنین، خدمات حفاظتی که در این‌جا به‌حساب می‌آیند، به‌شدت علیه مشتریان پرداخت می‌شوند، زیرا این‌ها همان کسانی هستند که فرد مستقل در وهله اول در برابر آن‌ها بی‌دفاع بود. : ۱۱۳ 
اما آیا این مکانیسم جبران مشکل مفت‌سواری دیگری ایجاد نمی‌کند؟ نوزیک می‌گوید که خیلی زیاد نیست، زیرا غرامت فقط «مبلغی است که با هزینه‌های یک سیاست غیرمعمول برابری می‌کند، وقتی به مجموع هزینه‌های پولی حمایت از خودیاری به اضافه هر مبلغی که فرد می‌تواند به‌راحتی بپردازد، اضافه شود». همچنین، همان‌طور که گفتیم، این یک سیاست غیرمعمول است که فقط در برابر مشتریان پرداختی محافظت می‌کند، نه در برابر مشتریان جبران‌شده و سایر افراد مستقل؛ بنابراین، هر چه تعداد مفت سواران بیش‌تر باشد، خرید یک سیاست حفاظت کامل اهمیت بیش‌تری پیدا می‌کند. : ۱۱۳ 
می‌توانیم ببینیم که آنچه اکنون داریم شبیه یک دولت است. در فصل ۳ نوزیک استدلال کرد که دو شرط لازم برای تحقق یک سازمان برای یک دولت عبارتند از:
1. انحصار استفاده از زور
2. حفاظت جهانی

آژانس حفاظتی در این دو شرایط شبیه یک دولت است. اولاً، این یک انحصار واقعی است، : ۱۰۸ به‌دلیل مزیت رقابتی که قبلاً ذکر شد. حق خاصی ندارد که باشد، فقط هست.
«توضیحات ما فرض یا ادعا نمی‌کند که ممکن است درست باشد. اما ممکن است ممنوعیت‌های اجباری ایجاد کند، حتی اگر هیچ‌کس فکر نکند که قدرتمندان حق «ویژه‌ای» دارند که در جهان به دیدگاه خود در مورد این‌که ممنوعیت‌ها به‌درستی اجرا می‌شوند، پی‌برده باشند.— رابرت نوزیک، «آنارشی، دولت و اتوپیا»، چاپ مجدد، ۲۰۱۳، صفحات ۱۱۸–۱۱۹
ثانیاً اکثر مردم مشتری آن هستند. با این حال، ممکن است افراد مستقلی وجود داشته باشند که رویه‌هایی را که آن‌ها تأیید می‌کند، اعمال کنند. همچنین، ممکن است هنوز هم افراد مستقلی وجود داشته باشند که روش‌هایی را که آن را تأیید نمی‌کند برای سایر مستقل‌ها با رویه‌های غیرقابل اعتماد به کار برند.
این شرایط مهم هستند زیرا مبنایی برای «آنارشیسم فردگرا» هستند تا ادعا کنند که هر دولتی لزوماً نامشروع است. این بخش از کتاب رد این ادعاست و نشان می‌دهد که برخی از دولت‌ها می‌توانند با مجموعه‌ای از مراحل مشروع شکل بگیرند. انحصار عملاً با مراحل مجاز اخلاقی به‌وجود آمده است : ۱۱۵ و حمایت همگانی، واقعاً بازتوزیع‌کننده نیست، زیرا افرادی که به آن‌ها پول یا خدمات حفاظتی با تخفیف داده می‌شود، حق داشتند که این امر را به‌عنوان جبران ضررهایی که بر آن‌ها تحمیل شده بود، داشته باشند؛ بنابراین، دولت حقوق کسی را زیر پا نمی‌گذارد.
توجه داشته باشید که این حالت آن‌طور که ما معمولاً آن را درک می‌کنیم نیست. احتمالاً بیش‌تر شبیه یک شرکت سازمان‌دهی‌شده است و مهم‌تر از آن، هنوز افراد مستقلی وجود دارند. : ۱۱۷ اما همان‌طور که نوزیک می‌گوید:
واضح است که آژانس مسلط تقریباً تمام ویژگی‌های مشخص‌شده [توسط انسان‌شناس لارنس کرادر] را دارد. و ساختارهای اداری پایدار آن، با پرسنل متخصص تمام‌وقت، آن را به شدت - در جهت یک دولت - از آنچه مردم‌شناسان جامعه بدون دولت می‌نامند، وادار می‌کند.— رابرت نوزیک، «آنارشی، دولت و اتوپیا»، چاپ مجدد، ۲۰۱۳، ص. ۱۱۷
با این حال، او تشخیص می‌دهد که این موجودیت کاملاً با سنت وبری در تعریف دولت مطابقت ندارد. این موضوع «تنها مجری خشونت» نیست، زیرا برخی از افراد مستقل ممکن است بدون مداخله نسبت به یکدیگر خشونت انجام دهند. اما این تنها قاضی مؤثر در مورد مجاز بودن خشونت است؛ بنابراین، او نتیجه‌گیری می‌کند که این را می‌توان «موجود دولتی» نیز نامید. : ۱۱۸ 
در نهایت، نوزیک به ما هشدار می‌دهد که قدم گذاشتن از یک انحصار بالفعل (دولت فوق‌العاده) تا تبدیل شدن به این «موجود دولتی» که برخی از مستقل‌ها دولت حداقلی) را جبران می‌کند، ضروری نیست. جبران یک وظیفه اخلاقی است. : ۱۱۹ اما این پاسخ نوزیک به آنارشیسم فردگرا را بی‌اعتبار نمی‌کند و توضیح دستی نامرئی باقی می‌ماند: هر چه باشد، آژانس برای حمایت همگانی نیازی به داشتن برنامه‌ای برای تبدیل شدن به یک دولت ندارد. این فقط در صورتی اتفاق می‌افتد که تصمیم بگیرد حفاظتی را که مدیون است انجام دهد. : ۱۱۹ 

### ملاحظات بیش‌تر در مورد استدلال برای دولت
بحث در مورد حمله پیش‌گیرانه، نوزیک را به یک اصل هدایت می‌کند که اعمال ممنوعیت را که به خودی خود اشتباه نیستند، حذف می‌کند، حتی اگر این اقدامات احتمال ارتکاب اشتباهات را در آینده افزایش دهند. این امر تفاوت قابل‌توجهی را بین ممنوعیت‌های یک سازمان حفاظتی در برابر رویه‌هایی که آن را غیرقابل اعتماد یا غیرمنصفانه می‌داند و سایر ممنوعیت‌هایی که به‌نظر می‌رسد بیش از حد ممکن است، مانند منع دیگران از پیوستن به سازمان حفاظتی دیگر، ایجاد می‌کند. اصل نوزیک دیگران را از این کار منع نمی‌کند.

### عدالت توزیعی
بحث نوزیک در مورد نظریه عدالت رالز، گفتگوی برجسته‌ای را بین لیبرترینیسم و لیبرالیسم ایجاد کرد. او یک نظریه استحقاق را ترسیم می‌کند که می‌گوید: «از هر کدام که انتخاب می‌کنند، به هر کدام که انتخاب می‌شوند». این شامل یک نظریه (۱) عدالت در کسب است. (۲) عدالت در اصلاح اگر (۱) نقض شود (اصلاح که ممکن است به اقدامات ظاهراً توزیع مجدد نیاز داشته باشد). (۳) عدالت در دارایی‌ها، و (۴) عدالت در انتقال. با فرض عدالت در کسب، استحقاق مالکیت تابعی از کاربردهای مکرر (۳) و (۴) است. نظریه استحقاق نوزیک یک اصل تاریخی بدون الگو است. تقریباً تمام اصول دیگر عدالت توزیعی (برابری‌گرایی، فایده‌گرایی) اصول الگوی عدالت هستند. چنین اصولی از این شکل پیروی می‌کنند: «به هر یک بر اساس …»